# Wander Darkly
Wander Darkly é um filme de drama estadunidense de 2020, escrito e dirigido por Tara Miele. É estrelado por Sienna Miller, Diego Luna, Beth Grant, Aimee Carrero, Tory Kittles e Vanessa Bayer.
Teve sua estreia mundial no Festival de Cinema de Sundance em 25 de janeiro de 2020. Foi lançado em 11 de dezembro de 2020 pela Lionsgate.

## Elenco
- Sienna Miller como Adrienne / Catherine Greig
- Diego Luna como Matteo
- Beth Grant como Patty Healy
- Aimee Carrero como Shea
- Tory Kittles como Liam
- Vanessa Bayer como Maggie

## Recepção
O Rotten Tomatoes dá ao filme uma classificação de aprovação de 76% com base em 82 avaliações, com uma classificação média de 6,4/10. O consenso dos críticos do site diz: "Os riscos de Wander Darkly nem sempre rendem recompensas, mas o forte trabalho de Diego Luna e Sienna Miller ajuda este romance a permanecer sempre atraente".  O Metacritic relata uma pontuação de 68 de 100 com base em 11 avaliações, indicando "críticas mistas ou médias".